# Aksúmský obelisk

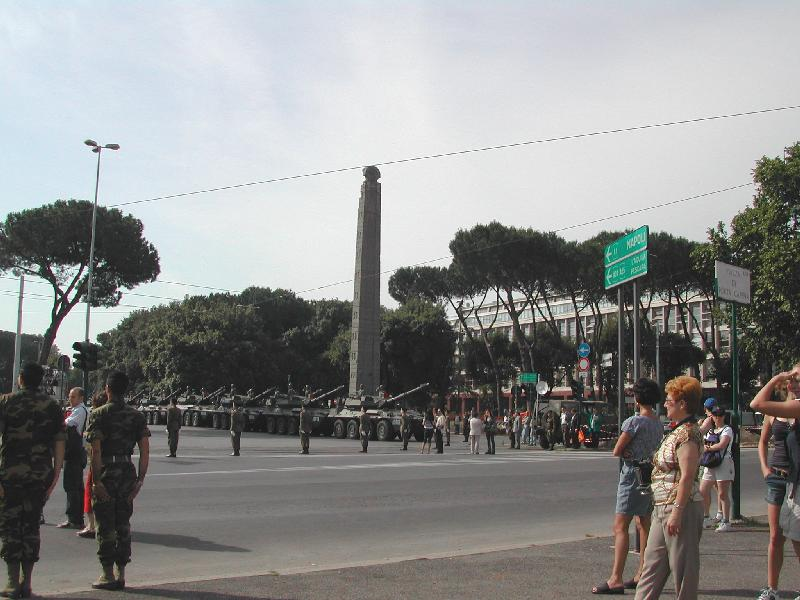
Aksúmský obelisk v roce 2002, tehdy ještě v Římě

Aksúmský obelisk, známý též jako Římská stéla, je 24 metrů vysoký a 160 tun vážící žulový obelisk, stojící v etiopském městě Aksúm, blízko hranic s Eritreou. V základně je ozdoben dvěma nefunkčními dveřmi a po stranách dekoracemi, připomínajícími okna.

## Historie
Aksúmský obelisk byl vztyčen v Aksúmu ve 4. století za časů Aksúmského království. V letech 1937 až 2005 se nacházel v Itálii, kam byl odvezen Italskou armádou po italské anexi Etiopie. Stál v Římě, před bývalým Ministerstvem pro Italskou Afriku. Itálie souhlasila s navrácením obelisku již v roce 1947, navrácen byl však až v roce 2005 (rozřezaný na tři části). K úplnému znovuvztyčení obelisku došlo 31. července 2008, oficiálně odhalen byl 4. září 2008.